# سولومون آدلر
سولومون آدلر (Solomon Adler) (6 اوگست ۱۹۰۹ – ۴ اوت ۱۹۹۴)، به عنوان نماینده وزارت خزانه‌داری ایالات متحده در کشور چین در جریان جنگ جهانی دوم کار کرد.
او توسط ویتاکر چامبرز و الیزابت بنتلی به عنوان جاسوس اتحاد جماهیر شوروی شناسایی گردیده و پس از آن در ۱۹۵۰ میلادی از وزارت خزانه‌داری استعفا داد. بعد از چندین سال تدریس در دانشگاه کمبریج در انگلستان، او دوباره به چین بازگشت و از دهه ۱۹۶۰ تا هنگام مرگ خود در آنجا به عنوان مترجم و مشاور اقتصادی کار و زندگی نمود.
از اوایل دهه ۱۹۶۰ میلادی به بعد، آدلر همچنین با اداره هماهنگی بین‌المللی در ارتباط بود، این اداره یکی از اداره‌های مهم حزب کمونیست چین بوده و وظایف آن شامل جمع‌آوری اطلاعات خارجی می‌باشد.

## اوایل زندگی
سولومون آدلر در ۶ اوت ۱۹۰۹ در شهر لیدز، انگلستان به دنیا آمد. خانواده آدلر دارای اجداد یهودی بوده و در اصل از منطقه کاریلیتز، بلاروس بودند، در ۱۹۰۰ میلادی به لیدز مهاجرت نمودند. سولومون آدلر، پنجمین فرزند از ۱۰ فرزند در خانواده بود؛ بزرگ‌ترین فرزند خانواده، ساول آدلر نام داشت که بعداً انگل‌شناس مشهور اسرائیلی شد. آدلر در دانشگاه آکسفورد و کالج دانشگاهی لندن، در رشته اقتصاد درس خواند. او در ۱۹۳۵ میلادی برای پژوهش به ایالات متحده آمد.

## حرفه
در ۱۹۳۶ میلادی، او در پژوه پژوهش ملی اداره پیشرفت کارها استخدام گردید، اما چندی بعد به شعبه پژوهش پولی و آمار وزارت خزانه‌داری رفت و در آنجا برای سال‌های متمادی با هری دکستر وایت کار کرد.
آدلر در ۱۹۴۰ میلادی تابعیت کشور ایالات متحده را به‌دست‌آورد. در ۱۹۴۱ میلادی، او در کشور چین توظیف گردید و تا ۱۹۴۸ میلادی در آنجا به عنوان نماینده وزارت خزانه‌داری ایالات متحده باقی ماند. گزارش‌های که او از چین به وزیر خزانه‌داری، هنری مورجنتاو جونیور در جریان جنگ می‌فرستاد، به‌طور گسترده در گردش قرار گرفته و نقش مهمی را در شکل‌دهی سیاست اقتصادی دوران جنگ آمریکا نسبت به چین ایفا نمود.
در ۱۹۴۹ میلادی، آدلر در معرض تحقیقاتی موسوم به وفاداری کارکنان دولتی قرار گرفت. قبل از این‌که پرونده حل شود، او از سمت خود استعفا داده و به بریتانیا بازگشت و در آنجا برای چندین سال مشغول تدریس در دانشگاه کمبریج شد. پس از پایان یافتن مدت اعتبار گذرنامه آمریکایی وی، تابعیت او نیز سلب گردیده و شهروندی ایالات متحده را از دست داد. آدلر در اوایل دهه ۱۹۶۰ میلادی به چین بازگشت و در گروه رهبری تیمی که کارهای مائو زِدونگ را به انگلیسی ترجمه می‌کردند، مشغول کار شد.

## اواخر عمر
پس از این‌که ایالات متحده تماس‌های دیپلماتیک خود را در ۱۹۷۱ میلادی با چین از سر گرفت، آدلر شهروندی ایالات متحده خود را تجدید نمود. او در ۴ اوت ۱۹۹۴ میلادی در شهر بژینگ، دو روز قبل از زاد روز ۸۵ سالگی‌اش، در گذشت.

## جاسوسی
ویتاکر چامبرز در ۱۹۳۹ میلادی به معاون وزیر خارجه آن زمان به‌نام آدولف بیرلی بیان داشت که آدلر عضو گروه پنهانی کمونیست در واشینگتن دی‌سی به‌نام گروه ویر، می‌باشد. چامبرز به درستی تشخیص داد که آدلر در دفتر مشاور عمومی وزارت خزانه‌داری خدمت می‌کند و قرار گفته چامبرز، آدلر به‌طور هفته‌وار از این دفتر به حزب کمونیست ایالات متحده گزارش می‌فرستاد. الیزابت بنتلی در ۱۹۴۵ میلادی، آدلر را به عنوان عضو گروه سلیورماستر تشخیص داد. یادداشتی که در ۱۹۴۸ میلادی توسط آناتولی گولسکی، جاسوس سابق کمیسارهای خلق در امور داخلی (NKVD) در واشینگتن دی‌سی، نوشته شده‌است، آدلر را با لقب «ساکس (Sax)» به عنوان جاسوس جماهیر شوروی شناسایی می‌کند. این جاسوس که به‌طور تحت‌اللفظی به‌نام «ساکس (Sacks/Saks)» شناخته می‌شود، در پروژه ونونا به عنوان کسی شناخته می‌شود که از طریق گورسکی و رئیس حزب کمونیست ایالات متحده، ایرل براودر، در مورد کمونیست‌های چینی معلومات فراهم می‌کند.
علاوه بر تماس‌های که او با گروه‌های جاسوسی ایالات متحده داشت، هنگامی که وی به عنوان آتشه وزارت خزانه‌داری در ۱۹۴۴ میلادی در کشور چین خدمت می‌کرد، آدلر با جاسوس مخفی کمونیست چین به‌نام چی چائو-تنگ و افسر وزارت خارجه به‌نام جان استوارت سرویس که سال بعدی در رابطه به پرونده امیرآسیا دستگیر گردید، در یک خانه زندگی می‌کرد.
آدلر همراه با هری دیکستر وایت، معاون وزیر خزانه‌داری و او. فرانک کو، رئیس شعبه پژوهش پولی وزارت خزانه‌داری، شدیداً با یک برنامه قرضه طلا به ارزش ۲۰۰ میلیون دالر، برای کمک به ملی‌گراهای چینی جهت کنترل تورم که در چین اشغال نشده در جریان جنگ جهانی دوم ایجاد شده بود، مخالف نمودند. در خلال سال‌های ۱۹۴۳ و ۱۹۴۵ میلادی، قیمت‌ها به بیش از ۱٬۰۰۰ درصد در سال بلند رفت و باعث تضعیف حکومت ملی‌گراها شد. این تورم به کمونیست‌ها کمک نمود تا در نهایت در چین به قدرت برسند و طی سال‌های بعدی، وایت، کو و آدلر متهم شدند که با ممانعت از قرضه برای بهبود ثبات در چین، عمداً باعث افزایش تورم گردیدند.
در ۱۹۸۳ میلادی یکی از مقاله‌های چینی منتشر نمود که آدلر از ۱۹۶۳ میلادی به بعد برای اداره هماهنگی بین‌المللی چین کار می‌کرد، این اداره یکی از اداره‌های مهم حزب کمونیست چین بوده و وظایف آن شامل جمع‌آوری اطلاعات خارجی می‌باشد. براساس یادداشت تاریخ‌نگار، آر. بروس کریگ، آپارتمان ایدلر در بژینگ توسط اداره هماهنگی فراهم شده بود و این امر نشان‌دهنده این بود که، این اداره جایی بود که آدلر در آن کار می‌کرد.

## ارجاعات
1. ↑  Shambaugh, David (March 2007). "China's 'Quiet Diplomacy': The International Department of the Chinese Communist Party". China: An International Journal. 5 (1): 26–54. doi:10.1142/S0219747207000039.
2. ↑  Gavron 12.
3. ↑  Craig 87.
4. ↑  Gavron 167; Rittenberg and Bennet 251.
5. ↑  Rittenberg and Bennett 251–256.
6. ↑  Chambers, Whittaker (1952). Witness. Random House. p. 468. ISBN 0-89526-571-0.
7. ↑  Weinstein 238.
8. ↑  Olmstead 99-100.
9. ↑  Haynes "Archival Identification"
10. ↑  Haynes and Klehr 142–143.
11. ↑  Haynes and Klehr 144
12. ↑  Craig 88